# Уоррен, Роджер
Роджер Уоллес Уоррен (англ. Roger Warren, 17 декабря 1943 года — 24 июля 2019 года) — канадский шахтёр, который 18 сентября 1992 года при помощи бомбы совершил большой взрыв на шахте, в которой работал. Взрыв привёл к гибели 9 человек. Уоррен первоначально признался полиции в этом преступлении, потом отказался от своих показаний во время суда. В 1995 году он был осуждён за это преступление и приговорён к пожизненному заключению.

## Заключение и освобождение
В 2003 году, находясь в тюрьме, Уоррен всё-таки признал содеянное и заявил, что действовал в одиночку.
Он подал заявление на условно-досрочное освобождение в середине марта 2014 года, и в июле того же года его прошение было рассмотрено в суде. На слушаниях он выразил сожаление по поводу совершенных убийств. Ему было предоставлено полное условно-досрочное освобождение в 2017 году.
Уоррен умер 24 июля 2019 года в возрасте 75 лет в Абботсфорде.

## В массовой культуре
- Т/ф. «Giant Mine» (1996).